# Чернышенская волость (Жиздринский уезд)
Чернышенская волость — административно-территориальная единица в составе Жиздринского уезда Калужской (с 1920 — Брянской) губернии.
Центр — село Чернышено.

## История
Чернышенская (Чернышинская) волость Жиздринского уезда образована в ходе реформы 1861 года, в неё вошли населенные пункты прихода церкви сёла Чернышено. В 1880 в волости было 5 сельских общества, 6 общин, 7 селений, 410 дворов, 2655 жителей.
Земельная площадь - 13928 десятин, в том числе пахотной земли - 2001. По виду собственности:
- во владении крестьянских обществ - 3142, в т.ч. пахотной 1574
- во владении частных лиц - 8530, в т.ч. пахотной 419
- казенной - 2228, в т.ч. пахотной - нет
- остальной - 28 (8).

Крупнейшими частными землевладельцами на территории волости в 1860-х гг. были Скобелевы (Чернышено), Каверины (Хотьково), Никитины (Клинцы).
На 1.01.1913 Чернышенская волость делилась на 4 стана, 3 земских участка и 1 участок судебных следователей. В неё входили населенные пункты (указано число жителей):
- д.Горетня, школа земская - 530
- д.Дебрик - 121
- д.Климово (Козмин Починок) - 199
- с-цо Клинцы, школа земская - 538
- д.Лошево - 157
- д.Притычино (Климовка), школа земская - 113
- д.Хотьково, школа земская - 1670
- с.Чернышено, школа земская - 1266
- д.Шубник - 183

Всего - 4777 жителей.
В 1918 г. волостной центр был перенесен в с.Хотьково, и волость стала называться Хотьковской. При этом д.Гретня была передана в состав соседнего Козельского уезда.
В 1929 г. Чернышенский, Притыченский, Клинцовский и Хотьковский сельсоветы,образованные на территории бывшей Чернышенской волости, вошли в состав Думиничского района.